# Warwick (Queensland)
Warwick – miasto w Australii, w stanie Queensland.